# Beaumetz
Beaumetz é uma comuna francesa na região administrativa de Altos da França, no departamento de Somme. Estende-se por uma área de 6,16 km². Em 2010 a comuna tinha 225 habitantes (densidade: 36,5 hab./km²).